# Équipe de France féminine de basket-ball en 1982
L'équipe de France féminine de basket-ball en 1982.

## Les matches
| Date             | Lieu                    | Adversaire      | Score   | Compétition | Meilleures marqueuse (France)                  |
| 1er janvier 1982 | Tampere                 | Tchécoslovaquie | D 78-64 | A           | Christelle Doumergue (22)                      |
| 2 janvier 1982   | Tampere                 | Finlande        | D 84-80 | A           | Catherine Malfois (31)                         |
| 15 avril 1982    | Szolnok                 | Hongrie         | D 87-71 | A           | Catherine Malfois (22)                         |
| 16 avril 1982    | Szolnok                 | Cuba            | D 74-69 | A           | Rose-Marie Scheffler (20)                      |
| 17 avril 1982    | Szolnok                 | Allemagne       | D 65-57 | A           | Catherine Malfois (17)                         |
| 18 avril 1982    | Budapest                | Hongrie         | V 57-55 | A           | Anna Sarabia (11)                              |
| 2 juin 1982      | Orléans                 | Cuba            | V 73-68 | A           | Martine Campi (20)                             |
| 4 juin 1982      | Orléans                 | Espagne         | V 75-69 | A           | Martine Campi (25)                             |
| 5 juin 1982      | Orléans                 | Corée du Sud    | D 63-49 | A           | Rose-Marie Scheffler (15)                      |
| 7 juin 1982      | Montigny-lès-Cormeilles | Corée du Sud    | D 77-67 | A           | Rose-Marie Scheffler (13)                      |
| 9 juin 1982      | Montigny-lès-Cormeilles | Cuba            | D 81-72 | A           | Catherine Malfois (22)                         |
| 6 juillet 1982   | Yambol                  | Hongrie         | D 67-47 | A           | Isabelle Désert et Paoline Ekambi (10)         |
| 6 juillet 1982   | Yambol                  | États-Unis      | D 79-71 | A           | Catherine Bosero (18)                          |
| 10 juillet 1982  | Yambol                  | Tchécoslovaquie | V 56-54 | A           | Catherine Malfois (18)                         |
| 11 juillet 1982  | Yambol                  | Bulgarie        | D 63-56 | A           | Catherine Malfois (15)                         |
| 12 juillet 1982  | Yambol                  | Bulgarie        | D 69-61 | A           | Catherine Malfois et Rose-Marie Scheffler (13) |

D : défaite, V : victoire
A : match amical

## L'équipe
- Sélectionneur :
- Assistants :

| Poste | Joueuse              | Club                  | Nombre matchs | Nombre points |
| -     | Françoise Amiaud     | Racing Club de France | 16            | 53            |
| -     | Catherine Bosero     | Racing Club de France | 16            | 136           |
| -     | Martine Campi        | BAC Mirande           | 16            | 149           |
| -     | Catherine Clezardin  | Stade Français        | 16            | 32            |
| -     | Véronique Costa      | Asnières              | 4             | 2             |
| -     | Isabelle Désert      | Racing Club de France | 16            | 57            |
| -     | Christelle Doumergue | Clermont UC           | 2             | 30            |
| -     | Paoline Ekambi       | Stade Français        | 16            | 120           |
| -     | Nathalie Étienne     | Stade Français        | 16            | 29            |
| -     | Catherine Malfois    | AS Montferrand        | 16            | 138           |
| -     | Blandine Roudet      | Villeurbanne          | 11            | 30            |
| -     | Anna Sarabia         | Asnières              | 16            | 35            |
| -     | Rose-Marie Scheffler | Stade français        | 15            | 125           |
| -     | Anne-Marie Thibert   | Villeurbanne          | 5             | 0             |

## Sources et références
- CD-rom : 1926-2003 Tous les matchs des équipes de France édité par la FFBB.